# Christoph Müller (Priester)
Christoph Müller OSB (* 18. Mai 1947 in Lausanne als Pierrot-Henri Müller) ist ein Schweizer Benediktinerpater des Klosters Einsiedeln und Autor. Er betreut als Pfarrer die Gemeinden Blons, St. Gerold und Thüringerberg im Großen Walsertal (Vorarlberg).

## Leben und Wirken
Christoph Müller wurde in Lausanne geboren; die Familie übersiedelte nach dem frühen Tod der Mutter bald nach Zürich. Nach der katholischen Sekundarschule entschied er sich dafür, das Gymnasium des Klosters Einsiedeln zu besuchen. Dort eingetreten, feierte Pierre am 9. Juni 1974 seine Profess und heißt seither P. Christoph. Über viele Jahre hinweg war er nun als Novizenmeister und Präfekt, sowie als Lehrer im Kloster Einsiedeln tätig.
Seine Erfahrungen auf dem Jakobsweg brachte P. Christoph in Buchform. Er beschreibt, wie er von Einsiedeln in der Schweiz aus mit dem Fahrrad bis nach Puente la Reina (Spanien) fuhr, um dann die restlichen ca. 700 Kilometer bis nach Santiago de Compostela zu Fuß zurückzulegen. Auch den Rückweg bestritt er zu Fuß und per Fahrrad.
Er betreut die Pfarren Blons, St. Gerold und Thüringerberg im großen Walsertal (2018). Zu seinem 70. Geburtstag wurden die besten 70 Editorials aus dem Pfarrblatt dieser Gemeinden ebenfalls in ein Buch gefasst.

## Publikationen
- Neuland unter den Sandalen. Ein Benediktiner auf dem Jakobsweg. Tyrolia, Innsbruck 2010, ISBN 978-3-7022-3055-5.
- Ein Walser namens... – Gereimtes und Ungereimtes aus dem Großen Walsertal. BellaDonna, 2011, ISBN 978-3-200-02203-4.
- Benedikt für Anfänger. Lebensweisheiten aus dem Kloster, Tyrolia, Innsbruck 2012, ISBN 978-3-7022-3201-6.
- 70x ein wort zuvor. Mit Editorials von Pater Christoph Müller durchs Jahr. Pfarrverband Blons-St. Gerold-Thüringerberg, 2017.